# El Imparcial (1821-1822)
El Imparcial fue un periódico publicado en Madrid entre 1821 y 1822, durante el Trienio Liberal.

## Historia
Editado en Madrid, era impreso en una imprenta propia, la de El Imparcial. Sus ejemplares contaban con cuatro páginas de 0,401 x 0,240 m.
De carácter diario, su primer número apareció el 10 de septiembre de 1821. Hartzenbusch tiene constancia de su publicación hasta el número ccxcvi correspondiente al 30 de junio de 1822, número que considera que se trataría de los últimos del periódico.
Fue dirigido por el afrancesado Francisco Javier de Burgos y entre sus redactores se contaron otros destacados afrancesados como el marqués de Almenara, José Mamerto Gómez Hermosilla, Alberto Lista y Sebastián Miñano.